# Шершни (Тывровский район)
Шершни (укр. Шершні) — село в Тывровском районе Винницкой области Украины. 

## История
Селение Тывровской волости Винницкого уезда Подольской губернии Российской империи.
На рубеже 1920—1930-х годов здесь начал работу плодоовощеконсервный завод.
В ходе Великой Отечественной войны с 17 июля 1941 до 15 марта 1944 года село было оккупировано немецко-румынскими войсками (и включено в состав "Транснистрии").
В октябре 1995 года было утверждено решение о приватизации находившегося здесь консервного завода.
В январе 1999 года было возбуждено дело о банкротстве консервного завода (в дальнейшем, положение предприятия временно стабилизировалось и рассмотрение дела было приостановлено, но в 2001 году завод был признан банкротом).
Население по переписи 2001 года составляло 901 человек.

## Известные жители
- здесь прошло детство Николая Леонтовича.

## Адрес местного совета
23304, Винницкая область, Тывровский р-н, с. Шершны, ул. Щорса, 2